# Stokkvågen
Stokkvågen est une localité du comté de Nordland, en Norvège.

## Description
Administrativement, Stokkvågen fait partie de la kommune de Lurøy.
Stokkvågen est un village et un port de ferry situé dans la municipalité de Lurøy. Le village se trouve sur la côte continentale de Lurøy, à environ 60 kilomètres à l'ouest de la ville de Mo i Rana. Le port a des ferries qui relient le continent aux îles d'Onøya, Lovund, Solvær et Træna à l'ouest et à la ville de Sandnessjøen au sud. Le village de Stokkvågen est situé le long de la route norvégienne 17, le long du fjord Sjona (en).